# ナショナル劇場
『ナショナル劇場』（なしょなるげきじょう）は、1956年4月2日から2008年9月22日まで、TBS系列他で毎週月曜20:00 - 20:54（JST）に放送されていた時代劇を中心としたドラマ番組枠である。旧称『ナショナル ゴールデン・アワー』。

## 概要
「世の為人の為、老若男女問わない番組を。」という松下電器（現在：パナソニック）の創業者である松下幸之助の方針で、半世紀以上の長期に渡って放送を続けていた。松下グループの単独スポンサー番組であった。
オープニングとして「明るいナショナル」（作詞〜初代ヴァージョン〜・作曲：三木鶏郎）が流れていた。ラジオ番組「歌のない歌謡曲」と同様に、時代によって曲の節・アレンジ・歌詞が変化している。詳細は歴代オープニングの項を参照。
2時間・3時間スペシャルなど、時間が拡大される場合でも松下グループの単独スポンサーとなり、スポンサーの交代やスポットCMの挿入は一切されなかった。ただし、改編期や年末年始に特番（前時間帯の『関口宏の東京フレンドパークII』の拡大版など）により放送が休止になる場合、当該時間帯に松下グループがスポンサーにつくことはなかった。
松下の要請により、TBS系列のない地域でも日本テレビ系列や、TBS系列・他系列とのクロスネット局として開局した一部地域でも、しばらくは放映権移行を行わずに日本テレビ系列で継続して放送され、47すべての都道府県で視聴可能となっていた。

### 歴史
『ナショナル ゴールデン・アワー』として1956年4月2日放送開始。番組開始当初は毎週月曜20:30 - 21:00の30分番組で、第1作は宮城まり子主演の『てんてん娘』。その後は半年間、単発ドラマ枠の『ナショナルTVホール』を経て『ナショナルファミリー劇場』と改題。1964年1月に月曜20:00からの朝日放送制作の牛乳石鹸一社提供枠が平日13:00 - 13:15に移行したのを機に1時間番組となり、『ナショナル劇場』に改題された。
『ナショナル劇場』になってからは、原則として「連続ドラマ」となった。
しかし例外的に、2のバラエティ番組・1つのドラマシリーズを挟んだ時期があった。
バラエティ番組としては先ず、1964年10月26日に『スリー・クッション』を放送。これは、繋ぎ番組という意味合いで放送された。
そして、1966年10月3日から10月17日までは、スポンサーの松下電器がこの年から「パナカラー」という愛称でカラーテレビを売り出したこともあり 、当時人気上昇中で来日中のイタリアの人形「トッポ・ジージョ」がメインの「カラー・ミュージカル・バラエティー『トッポ・ジージョ・イン・ジャパン』」を、TBS初の本格的なスタジオカラーカメラによる「特別カラー放送」の番組として、当時のTBSのGスタジオにてカラーVTRで収録・放送した。
又、1968年4月29日放送の『パパの青春』から5月20日放送の『はーいただいま』までは毎週、1話完結の単発作品を集めた『ナショナル・ゴールデン・スペシャル・シリーズ』を放送。このシリーズに於いて、ドラマでは初のカラー放送となる。
1968年8月12日から放送された『オレと彼女』（10月21日終了）からは、完全にカラー放送となる。
この頃『ナショナルカラー劇場』に改題。1969年8月4日以降は、この日から始まった『水戸黄門』を中心に、『大岡越前』『江戸を斬る』などの時代劇が主体となっていたが、それ以前は『七人の孫』などの現代劇を中心に放送していた。また、放送開始が必ずしも春・秋の改編期や1月、7月になるとは限らなかった。
前述の時代劇の放送内では、スポンサーの松下電器の番組内で宣伝していた商品の関係から、1980年放送された『江戸を斬るV』の3月31日放送回（第7話「御用金奪還!暁の追跡」）では、TBSに於いてドラマ初のステレオ番組として制作・放送（このタイトル番組でのステレオ放送は、この回のみ）。この放送当時松下電器は、自社の音声多重テレビを番組内で宣伝していた。
その後、45周年を迎えた2001年4月からは原則として『水戸黄門』を2クール（半年間、原則20回前後）、『S・Hは恋のイニシァル』終了以来32年ぶりの登板となった現代劇を1クール（3か月間、原則10回前後）で交互に放送。
本枠における『水戸黄門』を始めとした時代劇作品はC.A.L、『こちら第三社会部』以降の現代劇作品はテレパックが制作を担当していたが、『あんどーなつ』と『ハンチョウ〜神南署安積班〜』シリーズはTBSグループの番組制作会社であるドリマックス・テレビジョンが制作している。
2008年10月1日、スポンサーである松下電器が「パナソニック」へ社名変更し、同時に「ナショナル」ブランドを廃止して「パナソニック」へ統一する為、『ナショナル劇場』としての放送は9月に終了、『あんどーなつ』が最終作品となった。
翌10月から放送の『水戸黄門 第39部』以降は、枠名を従来の「ナショナル劇場」のままにするのか、新社名を冠した枠名とするのか、日曜劇場同様に複数社提供という形に変わるのかが注目された。また、これに関して、松下電器の広報担当者は「社名変更を踏まえて、今後の方針を決めることになる」と発言。その後、スポンサー契約を維持し新社名を冠した番組枠の名称に変更することが検討され、新たな枠名称として、『パナソニック ドラマシアター』に変更されることが発表された。
後継の『パナソニック ドラマシアター』→『月曜ミステリーシアター』も含めると、一社提供の番組枠としては57年半という日本で最も長い歴史を持っていたが、パナソニックは2013年7月に、10月から『月曜ミステリーシアター』を複数社提供番組に変更することを発表した。2013年9月16日終了の『名もなき毒』を以ってパナソニックグループ一社提供での放送は終了し、『ナショナル ゴールデン・アワー』開始以来57年半続いたパナソニックグループ一社提供枠は幕を下ろした。

#### 放送時間の変遷
| 放送期間  | 放送期間   | 放送時間（JST）            |
| --------- | ---------- | -------------------------- |
| 1956.4.2  | 1963.12.30 | 月曜 20:30 - 21:00（30分） |
| 1964.1.6  | 1972.9.18  | 月曜 20:00 - 20:56（56分） |
| 1972.10.2 | 1982.9.27  | 月曜 20:00 - 20:55（55分） |
| 1982.10.4 | 2008.9.22  | 月曜 20:00 - 20:54（54分） |

## 作品リスト
太字は時代劇。『スリー・クッション』・『トッポ・ジージョ・イン・ジャパン』は厳密にはバラエティ番組だが、便宜上『ナショナル劇場』構成作品とする。

## ネット局
- 系列は現在の系列。

| 放送対象地域           | 放送局                    | 系列                        | 備考・脚注                     |
| ---------------------- | ------------------------- | --------------------------- | ------------------------------ |
| 関東広域圏             | 東京放送（TBS）           | TBS系列                     | 制作局・幹事局 現在：TBSテレビ |
| 北海道                 | 北海道放送（HBC）         | TBS系列                     |                                |
| 青森県                 | 青森放送（RAB）           | 日本テレビ系列              | [ 注 5 ] [ 注 6 ]              |
| 青森県                 | 青森テレビ（ATV）         | TBS系列                     | [ 注 7 ]                       |
| 岩手県                 | IBC岩手放送（IBC）        | TBS系列                     |                                |
| 宮城県                 | 東北放送（TBC）           | TBS系列                     |                                |
| 秋田県                 | 秋田放送（ABS）           | 日本テレビ系列              | [ 注 8 ]                       |
| 山形県                 | 山形放送（YBC）           | 日本テレビ系列              | [ 注 9 ] [ 注 10 ] [ 注 11 ]   |
| 山形県                 | テレビユー山形（TUY）     | TBS系列                     | [ 注 12 ]                      |
| 福島県                 | 福島テレビ（FTV）         | フジテレビ系列              | [ 注 13 ] [ 注 14 ]            |
| 福島県                 | テレビユー福島（TUF）     | TBS系列                     | [ 注 15 ]                      |
| 山梨県                 | 山梨放送（YBS）           | 日本テレビ系列              | [ 注 16 ]                      |
| 山梨県                 | テレビ山梨（UTY）         | TBS系列                     | [ 注 17 ]                      |
| 長野県                 | 信越放送（SBC）           | TBS系列                     |                                |
| 新潟県                 | 新潟放送（BSN）           | TBS系列                     |                                |
| 静岡県                 | 静岡放送（SBS）           | TBS系列                     |                                |
| 中京広域圏             | 中部日本放送（CBC）       | TBS系列                     | 現在：CBCテレビ                |
| 富山県                 | 北日本放送（KNB）         | 日本テレビ系列              | [ 注 18 ] [ 注 19 ]            |
| 富山県                 | チューリップテレビ（TUT） | TBS系列                     | [ 注 20 ]                      |
| 石川県                 | 北陸放送（MRO）           | TBS系列                     |                                |
| 福井県                 | 福井放送（FBC）           | 日本テレビ系列              |                                |
| 京阪神大都市圏         | 大阪テレビ（OTV）         | KRテレビ系列 日本テレビ系列 | [ 注 23 ] [ 注 24 ]            |
| 近畿広域圏             | 朝日放送（ABC）           | テレビ朝日系列              | 現在：朝日放送テレビ           |
| 近畿広域圏             | 毎日放送（MBS）           | TBS系列                     | [ 注 7 ] [ 注 27 ]             |
| 岡山県 →岡山県・香川県 | 山陽放送（RSK）           | TBS系列                     | 現在：RSK山陽放送              |
| 鳥取県                 | 日本海テレビ（NKT）       | 日本テレビ系列              | [ 注 30 ] [ 注 31 ]            |
| 島根県 →鳥取県・島根県 | 山陰放送（BSS）           | TBS系列                     | [ 注 32 ] [ 注 33 ]            |
| 広島県                 | 中国放送（RCC）           | TBS系列                     |                                |
| 山口県                 | 山口放送（KRY）           | 日本テレビ系列              | [ 注 34 ]                      |
| 山口県                 | テレビ山口（TYS）         | TBS系列                     | [ 注 35 ]                      |
| 徳島県                 | 四国放送（JRT）           | 日本テレビ系列              | [ 注 36 ]                      |
| 香川県                 | 西日本放送（RNC）         | 日本テレビ系列              | [ 注 37 ] [ 注 38 ]            |
| 愛媛県                 | 南海放送（RNB）           | 日本テレビ系列              | [ 注 39 ] [ 注 40 ]            |
| 愛媛県                 | あいテレビ（ITV）         | TBS系列                     | [ 注 41 ]                      |
| 高知県                 | 高知放送（RKC）           | 日本テレビ系                | [ 注 42 ]                      |
| 高知県                 | テレビ高知（KUTV）        | TBS系列                     |                                |
| 福岡県                 | RKB毎日放送（RKB）        | TBS系列                     |                                |
| 長崎県                 | 長崎放送（NBC）           | TBS系列                     |                                |
| 熊本県                 | 熊本放送（RKK）           | TBS系列                     |                                |
| 大分県                 | 大分放送（OBS）           | TBS系列                     |                                |
| 宮崎県                 | 宮崎放送（MRT）           | TBS系列                     |                                |
| 鹿児島県               | 南日本放送（MBC）         | TBS系列                     |                                |
| 沖縄県                 | 琉球放送（RBC）           | TBS系列                     |                                |

### 備考
- 青森県・近畿広域圏では青森放送・朝日放送が「大岡越前 第4部」までそれぞれネットしていたが（青森放送は青森テレビ開局後も松下の要請で放送を継続）、青森県は青森テレビのANN脱退・JNN正式加盟（腸捻転解消絡みによる）に伴い、近畿広域圏では腸捻転解消に伴い、「水戸黄門 第6部」からは放送局が青森テレビ・毎日放送にそれぞれ放映権が移行した。
- 高知放送はテレビ高知開局後も、スポンサーである松下の要請でしばらくの間継続して放送し、後にテレビ高知へ放映権が移行している。
- 当時フジテレビ系列とのクロスネット局だった2局は以下の対応がとられていた。
  - 1971年9月まで日本テレビ系列であり、福島中央テレビ（日本テレビ系列）とのネット交換によって1971年10月から1983年3月までTBS系列・フジテレビ系列とのクロスネット局となった福島テレビ（福島テレビはネット交換と同時にNNN脱退、JNN・FNS加盟）は、1983年4月にフジテレビ系列フルネット局に再ネットチェンジ（JNN脱退・FNN加盟）したものの、視聴者保護のため1983年9月まで（「水戸黄門 第13部」・「大岡越前 第7部」の途中まで）は同時ネットで放送し、フジテレビ系フルネットになった1983年10月 - 11月（「大岡越前 第7部」の途中からと「水戸黄門 第14部」の途中まで）は土曜12:00からの遅れネットで放送された。福島県における同時ネット放送再開は、1983年12月のテレビユー福島開局から（「水戸黄門 第14部」の途中から）となった。
  - テレビ山口は1970年4月にフジテレビ系列（FNSのみ加盟）・テレビ朝日系列とのトリプルネット局として開局したものの、山口放送がテレビ山口の開局後も松下の要請で1978年9月まで（「水戸黄門 第9部」の途中まで）放送を継続したため、放映権移行はテレビ山口がANNを脱退した1978年10月から（「水戸黄門 第9部」の途中から）となった。
- 大部分の日本テレビ系列は、当時ローカルセールス枠であった金曜22:00 - 22:54に4日遅れ、もしくは日曜22:30枠に6日遅れで放送していた。また、後者の場合、国政選挙の投開票日はNNN（日本テレビ）制作の選挙特別番組[注 43]を優先放送するため、別時間に振り替え放送していた。2時間スペシャル放送時には放送時間を変更して放送していた（日曜昼時間帯等）。2時間スペシャルあるいは休止の場合は日本テレビで同時刻で放送されている番組は放送せず、穴埋め番組を放送していた。ただし、放送開始が編成の都合でプライムタイム以降になった場合は、翌日以降に当該回の再放送を行う場合があった。この体制は『パナソニック ドラマシアター』が終了するまで続いた。
  - 1980年4月からテレビ朝日系列とのクロスネット局となった山形放送は、1985年9月までは前者のパターンだったが、10月からテレビユー山形開局までは金曜21:00 - 21:54に放送された。
  - 四国放送は、日曜22:30枠がテレビ朝日系土曜20時枠の時代劇（『暴れん坊将軍』など）の遅れネットとなっていたため、1989年2月時点では土曜23:00 - 23:54に放送された[12]。このため、四国放送が本来所属するNNN系列・夜のニュース『きょうの出来事』は、キー局同時ネット地域では土曜23:30から放送していたが、当時の同局では30分遅れネットとし、翌日曜0:00（土曜深夜）から放送されていた。

## 歴代オープニング
- 初代 1956年4月2日 - 1964年9月：切り絵アニメと思われるもので、ナショナル坊やが世界を回るという内容になっている。BGMは明るいナショナルのオリジナルバージョン。
- 2代目 1964年10月 - 1980年3月：光からNマークを表示、松下電器・松下電工がフェードイン、BGMは明るいナショナルのオリジナルバージョン。
  - この代よりカラー化される。
  - 映像はNET→テレビ朝日の「ナショナルゴールデン劇場」でも使われた。
  - TBSでも、1966年頃から「ナショナル劇場」と平行して、「ナショナル10人抜きのど自慢」[注 44]「がんばれ!マリンキッド」「逃げろや逃げろ!!」「太陽のあいつ」等といった30分枠の松下電器一社提供番組があったが、使用していたかは不明。
  - このタイトルバックは下記のようにナショナル劇場の文字・Nationalロゴの変更、BGMのリニューアルなどを経て2001年9月まで37年間にわたって使用された。
  - 1978年10月の音声多重放送開始に合わせて、音声がステレオになり、これ以降BGMはポップ調アレンジが使用されるようになる。このバージョンから光がマイナーチェンジ、画面の中心から出るタイプとなる。
- 3代目 1980年4月 - 1985年9月：光からナショナル劇場（「劇」のへんは「虍」。これはナショ文字という独特の書体のため。例として「器」などがある）のタイトルを表示、後にNマークと松下電器・松下電工の表示、BGMは2代目の明るいナショナル。
- 4代目 1985年10月 - 1986年6月：光からナショナル劇場のタイトル（背景とは別撮りとなり「劇」の字は正字体に）を表示、後にNマークと松下電器・松下電工の表示、BGMは3代目の明るいナショナル。
  - ナショ文字（ナショナル体）、Nマークが使用されているのはこのバージョンが最後である。
- 5代目 1986年7月 - 1988年3月：光からナショナル劇場のタイトルを表示、後にNationalと松下電器・松下電工の表示、BGMは3代目の明るいナショナル。
  - このバージョンから、ナショナル劇場の文字もナショ文字からゴナに変わり、Nマークの使用も廃止された。
- 6代目 1988年4月 - 1990年4月：光からナショナル劇場のタイトルを表示、後にNationalの表示、BGMは3代目の明るいナショナル。
  - このバージョンから、「松下電器・松下電工」の表示が廃止され、代わりにブルーバックで松下電器・松下電工と松下グループ各社の提供クレジットが表示されるようになった。途中から松下グループの提供読みと同時にブルーバックで「松下グループ Matsushita Group」も表示される様になった。
- 7代目 1990年4月 - 2001年9月：光からナショナル劇場のタイトルを表示、後にNationalの表示、BGMは4代目の明るいナショナル。
  - この代より明るいナショナルの曲調のリニューアル及び歌詞が2代目のものに変更された。槇大輔→片山光男による「この番組は、松下グループの提供でお送りします」の提供読み中にBGMあり。
  - 映像・音響関連の製品のブランドがナショナルからパナソニックになったことから歌詞から「何でも」が使用されなくなる。
  - ラジオの「歌のない歌謡曲」では、2008年9月までこの4代目のバージョン（インストゥルメンタル）が使用された。
- 8代目 2001年10月 - 2005年9月：初のCG使用。ナショナル劇場の文字（明朝体表示）と共に環境映像が集まり、それからNationalロゴが形成され、背景がセル画地球の影になったところで、「松下グループ Matsushita Group」（フォント変更）を表示、BGMは5代目の明るいナショナル。
  - 再度、明るいナショナルの曲調のリニューアル及び歌詞が3代目のものに変更され、松下グループの提供読みは林田尚親に変更された。
- 9代目 2005年10月 - 2008年9月22日：映像自体は8代目と同じだが、Nationalロゴはオレンジ色に変更された（松下電器のコーポレートカラー制定に伴うもの）。BGMは5代目の明るいナショナル。
  - ハイビジョン放送が開始されてからもこのオープニングCG映像は4:3SDのままであった。

### 備考
- 旧バージョン（Nマークが使われている）の明るいナショナルがオープニングに放送されていた時、オープニング・CMの間隔が違っていた時期があった。
  - （現在）CM→オープニング→番組開始
  - （旧）CM→オープニング→CM→番組開始
- TBSなど一部のネット局では、オープニング（時期によってはオープニングに入る前のCM）で時報音が被さっていた。
- 明るいナショナルのインドネシア語バージョンが存在する。歌唱はIda Royani（イダ・ロヤニ（インドネシア語版））[注 45]。

## 制作クレジット
- 時代劇の作品では、「C.A.L」のみが「製作」としてクレジットされており、TBS（かつてでは、ラジオ東京テレビ）のクレジットは表記されていなかった。そのため、提供後のエンドクレジットに局名ロゴを付記していた時期があった。これは『月曜ロードショー』（本枠の後座枠）と同じ形式だった。
- 一方で、現代劇の作品では、外部プロダクション+TBSの共同制作としてクレジットされていた。なお、TBS完全自主制作のもの、すなわち「製作著作 TBS」とされているものはなかった。

## 番組終了前の提供クレジット
基本的に時代劇の場合はCM後、現代劇の場合は次回予告後に流れていた。1986年4月の改編以降は時代劇の場合は提供クレジットの後に作品タイトルのエンドカードを表示後にチャイム音が鳴り次番組へのジャンクション映像が流れ、現代劇の場合は当初は次回予告後に作品の一部内容を表示する番組へのご感想などの応募画面が表示された後に「このドラマはフィクションであり実際の人物および団体名等はすべて架空のものです」（『三井奥さま劇場』や『金曜ドラマ』など本枠以外のドラマ番組でも同じテロップを使っていた）が表示され、提供クレジットの後にチャイム音が鳴り、次番組へのジャンクション映像が流されていたが、2003年4月からは提供クレジットの後に、「このドラマはフィクションです」が表示された後にチャイム音が鳴り、次番組へのジャンクション映像に変更された。
- 1986年6月までは、TBSアナウンサー（当時）の桝井論平による「ナショナルのマークでお馴染みの松下電器・松下電工の提供でお送りしました。」のアナウンス。
- 1986年7月のロゴ変更の際（ナショナルのNマークからNationalに変わった際）には、TBSアナウンサー（当時）の高橋進による「ナショナルでお馴染みの松下電器・松下電工の提供でお送りしました。」のアナウンス。
- 1989年4月から2002年6月まではオープニング映像の提供クレジットが「松下グループ」に変更されてからは、終了時の提供クレジットのみ松下グループ各社企業名が表示されるようになり、松下電器・松下電工以外の松下グループ各社[注 46]もスポンサーとなる。同時に松下電器の企業スローガン読みが行われ、当初は槇大輔による「この番組は、心を満たす先端技術 ヒューマン・エレクトロニクスの松下電器・松下電工とご覧のスポンサーの提供でお送りしました。」、1993年以降は片山光男による当初は「この番組は、松下電器・松下電工とご覧のスポンサーの提供でお送りしました。」というアナウンスであったが、1997年から2000年12月までは「この番組は、あなたとともに 豊かな未来へ 松下電器・松下電工とご覧のスポンサーの提供でお送りしました。」→2001年1月以降は「この番組は、あなたとともに 豊かな21世紀を 松下電器・松下電工とご覧のスポンサーの提供でお送りしました。」のアナウンスに変更されている。提供クレジット表示は、松下電器が「National Panasonic 松下電器」→1997年から2000年12月までは「あなたとともに 豊かな未来へ 松下電器 National/Panasonic」→2001年1月以降は「あなたとともに 豊かな21世紀を 松下電器 National/Panasonic」、松下電工が「National 松下電工」ナショナル住宅であった。2002年9月にオープニングがリニューアルされた後にも提供クレジットは引き続き使われていた。
- 2002年7月からブルーバックに代わって作品の一部内容を表示する半透明のブルーバック表示に切り替わり、松下電器・松下グループ各社が出ていた。この頃からスポンサーは松下電器・松下電工・パナホームの3社に固定されており、提供アナウンス・スポンサークレジットは主に以下の3パターンであった。
  - 「この番組は、（スローガン）松下電器と松下電工の提供でお送りしました。」（松下電工は60秒提供、パナホームは提供なし）
  - 「この番組は、（スローガン）松下電器・松下電工とご覧のスポンサーの提供でお送りしました。」（松下電工は60秒、パナホームは30秒提供）
  - 「この番組は、（スローガン）松下電器とご覧のスポンサーの提供でお送りしました。」（松下電工・パナホーム共に30秒提供）
    - スポンサーの読み上げは、TBSの男性アナウンサー（高野貴裕→新タ悦男）が担当していた（6日遅れで放送している秋田放送では同局のアナウンサーである井関裕貴が読み上げを担当）。
    - 松下電器の提供読み及び提供クレジットの企業スローガンは、「デジタルネットワークとエコロジー技術で世界に貢献する」となっている。
    - また、後述の松下グループ各社のスポンサー降板の為「この番組は、松下電器の提供でお送りしました。」となっていた時期がある。

## 特記事項
- 1989年1月7日（土）の昭和天皇崩御直後の1月9日（TBSを含む同時ネット局の場合）の放送は『水戸黄門』（第18部）の第17話が放送されたものの、番組内においてのCMは一切流されない措置が取られた（本来ならばCMが流される時間の部分は公共広告機構（現在：ACジャパン）のCMに差し替えられるところであった。また、当然のことながら再放送では普通にCMが放送されている）。
- 松下グループ（当時）各社がスポンサーに参入した頃から次回予告の直前に松下グループの会社名を紹介するCMが放送されていた。1994年にはオペラ歌手の中丸三千繪、1995年にしらいみちよ、1998年に椎名恵、そして1999年からは時代劇は次回予告後、現代劇は次回予告の直前に夏川りみの「この星を感じて」をBGMとしてオーストラリアのエアーズロックなどを背景にして始まる松下グループの会社名を紹介するCM（松下グループのタイトルで夜明けを迎えて夕暮れを見届けた後、「この美しい地球とともに 松下グループです」とスクロール、アナウンスするというものだった）1989年には「ヒューマン ネットワーク 松下グループ」、1991年には「地球に感動を広げたい 松下グループ」とアナウンスした。

（のちにBGM、映像が変更）が放送されていた。同時に次回予告前は通常のCMに置き換わっている。後述のFF式石油温風器欠陥問題対応時にこのCMは放送終了し、リコール告知CMに差し替えられたのちに、これも通常のCMに置き換わった。それ以降から番組全体のCM枠が6分から5分30秒に削減され、他企業各社による30秒のヒッチハイクCMを週替わりで放送するようになった。
- 大晦日、元日が月曜日の場合には「輝く!日本レコード大賞」や元日の特番において、松下電器・松下電工のCMを流していたこともあったが、近年は次の『月曜ゴールデン』（旧『月曜ミステリー劇場』）放送枠で年末（毎年12月第1月曜日）に「ナショナルドラマスペシャル」（現在：「パナソニックドラマスペシャル」）が放送され、「ナショナル」ブランドの製品はそちらに移動してCMを流し、「パナソニック」ブランドの製品は年末年始の音楽特番などへ移動してCMを流していた。松下電工の製品はさらにそれ以外の別番組へ移動を余儀なくされていた（主なところで毎日甲子園ボウルや年末ゴルフ特番など）。

### ナショナルFF式石油暖房機欠陥問題についての対応
- 2005年12月に、松下電器（当時）製FF式石油暖房機の欠陥などによる中毒事故（詳細はナショナルFF式石油暖房機の欠陥による死亡事故を参照）が発生した影響を受け、これに配慮して当番組枠では12月12日放送以降、オープニング映像や提供クレジットは通常通りであったものの、全CM枠が60秒間のリコール告知CMに差し替えられた。その為、松下電器以外の松下グループ各社（松下電工・パナホーム）は当番組のスポンサーを一時降板した。このような不祥事があった場合、通常であれば、番組への提供を自粛といった対応がとられるが、このように企業側が製作したお詫びのCMを番組内で放送するといった対応は異例であった。
- また、秋田放送・福井放送・四国放送ではTBS系列で12月5日放送された分を12月11日からCMのみ差し替えていた。こちらもオープニング映像や提供クレジットは通常通りであったが、発生直後（12月12日）は公共広告機構（現在：ACジャパン）との並行放映だった。
- その後、12月下旬から松下電器の他製品のCM再開及び松下グループ各社（松下電工・パナホーム）のスポンサー復帰はされたものの、『パナソニック ドラマシアター』に番組名称が変更された後も全国で冬季を中心にリコールCMを当番組の終了直前に放送した。